# Anna Bonacci
Anna Bonacci (Roma, 28 novembre 1892 – Falconara Marittima, 1981) è stata una commediografa italiana.

## Biografia
Oggi è ricordata soprattutto per la commedia L'ora della fantasia, da cui venne liberamente tratto il film Baciami, stupido, del 1964, diretto dal regista Billy Wilder. La commedia era stata precedentemente portata sugli schermi da Mario Camerini in Moglie per una notte nel 1952.

## Vita privata
Era figlia di Teodorico Bonacci e nipote di Pasquale Stanislao Mancini.

## Opere[1]
- Le favole Insidiose, 1926
- La casa delle nubili, commedia in tre atti ( (Il Dramma n°239, 1°/VIII/1936)
- Incontro alla locanda, commedia in tre atti e cinque quadri, 1942
- L'ora della fantasia, 1944
- Il giudizio universale, commedia in tre atti e quattro quadri, 1950
- Sulle soglie della storia, commedia in tre atti, 1950 (Il Dramma n.s. n°131,15/IV/1951) Premio Acqua Panna 1950.